# Asota strigivenata
Asota strigivenata är en fjärilsart som beskrevs av Pieter Cornelius Tobias Snellen 1888. Asota strigivenata ingår i släktet Asota och familjen nattflyn. Inga underarter finns listade i Catalogue of Life.